# Sauvetage sportif aux Jeux mondiaux de 2013
Navigation
Kaohsiung 2009 Wrocław 2017
Les épreuves de sauvetage sportif des Jeux mondiaux de 2013 ont lieu du 25 au 27 juillet 2013 à Cali.

## Podiums

### Hommes
| Épreuves                   | Or                                                                                                | Argent | Bronze                                                                                   |
| -------------------------- | ------------------------------------------------------------------------------------------------- | --- | ---------------------------------------------------------------------------------------- |
| 50 m mannequin             | Italie Stefano Costamagna                                                                         | Italie Federico Pinotti                                                                                        | Afrique du Sud David Marais                                                              |
| 100 m bouée tube           | Allemagne Marcel Hassemeier (de)                                                                  | Allemagne Anil Sezen                                                                                           | Italie Francesco Bonanni                                                                 |
| 100 m mannequin palmes     | Italie Francesco Bonanni                                                                          | Italie Stefano Costamagna                                                                                      | Allemagne Anil Sezen                                                                     |
| 200 m obstacles            | Italie Niccolo Maschi                                                                             | Italie Federico Pinotti                                                                                        | France Thomas Vilaceca                                                                   |
| 200 m super sauveteur      | Allemagne Marcel Hassemeier (de)                                                                  | Italie Federico Pinotti                                                                                        | France Thomas Vilaceca                                                                   |
| Relais 4 x 25 m mannequin  | Allemagne- Christian Ertel (de) - Marcel Hassemeier (de) - Anil Sezen - Danny Wieck (de)          | Italie- Francesco Bonanni - Stefano Costamagna - Francesco Giordano - Federico Pinotti                         | Afrique du Sud- David Marais - Paul van Achterbergh - Barend van Niekerk - Rudolf Visser |
| Relais 4 x 50 m bouée tube | France - Jérémy Badré - Pierre Caley - Florian Laclaustra - Marvin Maisonneuve                    | Allemagne - Christian Ertel (de) - Adrian Flügel (de) - Marcel Hassemeier (de) - Anil Sezen - Danny Wieck (de) | Italie- Francesco Bonanni - Stefano Costamagna - Francesco Giordano - Federico Pinotti   |
| Relais 4 x 50 m obstacles  | Allemagne - Christian Ertel (de) - Adrian Flügel (de) - Marcel Hassemeier (de) - Danny Wieck (de) | Italie- Francesco Bonanni - Stefano Costamagna - Francesco Giordano - Federico Pinotti                         | France - Jérémy Badré - Florian Laclaustra - Marvin Maisonneuve - Thomas Vilaceca        |

### Femmes
| Épreuves                   | Or                                                                                        | Argent                                                                                    | Bronze                                                                              |
| -------------------------- | ----------------------------------------------------------------------------------------- | ----------------------------------------------------------------------------------------- | ----------------------------------------------------------------------------------- |
| 50 m mannequin             | France Magali Rousseau                                                                    | France Emmanuelle Bescheron                                                               | Belgique Bieke Vandenabeele (nl)                                                    |
| 100 m bouée tube           | France Justine Weyders                                                                    | Espagne María Luengas Mengual (es)                                                        | Pays-Bas Maike Op Het Veld                                                          |
| 100 m mannequin palmes     | Italie Marta Mozzanica                                                                    | Pays-Bas Anneloes Peulen                                                                  | Italie Marcella Prandi                                                              |
| 200 m obstacles            | Italie Silvia Meschiari                                                                   | Chine Rongrong Zheng                                                                      | France Magali Rousseau                                                              |
| 200 m super sauveteur      | France Magali Rousseau                                                                    | Italie Chiara Pidello                                                                     | Italie Laura Pranzo                                                                 |
| Relais 4 x 25 m mannequin  | Allemagne - Laura Ernicke - Stephanie Kasperski (de) - Anke Palm (de) - Julia Schatz (de) | Belgique - Sofie Boogaerts - Laurence Lambot - Hannemie Peeters - Bieke Vandenabeele (nl) | Pays-Bas - Ela Hutten - Leone Kelleners - Maike Op Het Veld - Anneloes Peulen       |
| Relais 4 x 50 m bouée tube | France - Emmanuelle Bescheron - Margaux Fabre - Magalie Rousseau - Justine Weyders        | Pays-Bas - Ela Hutten - Maike Op Het Veld - Anneloes Peulen - Ilvy van Grimbergen         | Allemagne - Laura Ernicke - Aline Hundt - Stephanie Kasperski (de) - Anke Palm (de) |
| Relais 4 x 50 m obstacles  | France - Emmanuelle Bescheron - Margaux Fabre - Magalie Rousseau - Justine Weyders        | Chine - Xiaodie Dai - Chengying Wu - Rongrong Zheng - Yiyun Zhu                           | Italie- Silvia Meschiari - Chiara Pidello - Marcella Prandi - Laura Pranzo          |

## Tableau des médailles
| Rang  | Nation         | Or | Argent | Bronze | Total |
| ----- | -------------- | -- | ------ | ------ | ----- |
| 1     | France         | 6  | 1      | 4      | 11    |
| 2     | Italie         | 5  | 7      | 5      | 17    |
| 3     | Allemagne      | 5  | 2      | 2      | 9     |
| 4     | Pays-Bas       | 0  | 2      | 2      | 4     |
| 5     | Chine          | 0  | 2      | 0      | 2     |
| 6     | Belgique       | 0  | 1      | 1      | 2     |
| 7     | Espagne        | 0  | 1      | 0      | 1     |
| 8     | Afrique du Sud | 0  | 0      | 2      | 2     |
| Total | Total          | 16 | 16     | 16     | 48    |